# Tekax
Tecax är en ort i Mexiko.   Den ligger i kommunen Tekax och delstaten Yucatán, i den östra delen av landet, 1 000 km öster om huvudstaden Mexico City. Tecax ligger 37 meter över havet och antalet invånare är 22 806.
Terrängen runt Tecax är platt. Runt Tecax är det glesbefolkat, med 19 invånare per kvadratkilometer. Tecax är det största samhället i trakten. Omgivningarna runt Tecax är en mosaik av jordbruksmark och naturlig växtlighet.